# Marc Daniels
Marc Daniels (27 de janeiro de 1912, Pittsburgh, Pennsylvania — 23 de abril de 1989) foi um diretor de televisão estadunidense.
Depois de ter trabalhado em produções teatrais e servido na II Guerra Mundial, Daniels foi contratado pela Rede CBS para dirigir seu primeiro programa dramático, o Ford Theater. Dirigiu vários programas televisivos ao vivo e os 38 primeiros episódios de I Love Lucy, ajudando a instituir muitas das técnicas usadas na direção de comédias de situação.
Daniels passou cerca de 40 anos dirigindo na televisão, incluindo séries como Gunsmoke, Fame, Alice e Hogan's Heroes.